# Hanzeliner
De Hanzeliner was een hoogwaardige busverbinding die werd geïntroduceerd op 4 september 2005. Er gingen twee buslijnen onder deze formule rijden: Lijn 330 tussen Lelystad en Zwolle en lijn 341 tussen Zwolle en Emmeloord.
Hanzeliner 330 was de opvolger van Interliner 330, die al sinds 6 november 1994 werd gereden door Midnet (per mei 1999 Connexxion). Hanzeliner 341 was een nieuwe lijn die niet succesvol werd. Daarom werd die lijn op 26 augustus 2007 opgeheven.
De naam Hanzeliner refereert aan de Hanze, het verbond van handelssteden waartoe Zwolle en Kampen ooit behoorden. Een nieuwe spoorweg, de Hanzelijn, verving lijn 330 vanaf 9 december 2012. Deze wordt geëxploiteerd door NS.

## Busmaterieel
Voor de Hanzeliner werden low-entrybussen van het type Volvo 8700 BLE (15 meter drieasser, serie 5685 - 5698) gebruikt. Deze bussen hadden 45 zitplaatsen, ± 50 staanplaatsen en een plek voor een rolstoel. De bussen waren voorzien van comfortabele rode 'kingsize' stoelen met veel beenruimte en voetsteunen en zijn daardoor geschikt voor lange afstanden. Ook hadden de bussen draadloos internet in de vorm van een UMTS verbinding voor laptops, PDA's en mobiele telefoons.
De bussen waren aanvankelijk uitgerust als T100-bus. Het is dan wettelijk verplicht dat iedere stoel is voorzien van een veiligheidsgordel en passagiers mogen niet in de bus staan. De bus kon dan de maximumsnelheid van 100 kilometer per uur rijden op een groot deel van de N50 tussen Kampen en Zwolle en de A28 naar Zwolle. Door capaciteitsproblemen werd de maximumsnelheid teruggebracht tot 80 kilometer per uur, zodat passagiers ook staand vervoerd mochten worden.

## Tarieven
Op de bus waren de volgende soorten kaartjes geldig:
- Strippenkaart
- Sterabonnement
- Los kaartje voor enkele reis (OV-ritkaart te koop bij chauffeur)
- Los kaartje voor een retour (OV-ritkaart te koop bij chauffeur)
- Trajectabonnement
- OV Studentenkaart / Jaarkaart.
- OV-chipkaart (er werd een hogere prijs per kilometer berekend in vergelijking met de reguliere streeklijnen)
- Zomerzwerfkaart
- Buzzer (dagkaart voor 2 volwassenen en 3 kinderen of 1 volwassene en 5 kinderen)